# Chamenhalli, Yadgir
Chamenhalli là một làng thuộc tehsil Yadgir, huyện Gulbarga, bang Karnataka, Ấn Độ.